# Блестящая изоляция
«Блестящая изоляция» (англ. Splendid isolation) — термин, употребляемый для обозначения общего курса внешней политики Великобритании 2-й половины XIX века, выражавшегося в отказе от заключения длительных международных союзов. Островное положение, огромные колониальные владения, сильнейший в мире военный флот, а главное — промышленное и финансовое превосходство над другими державами позволяли Великобритании сохранять свободу действий на международной арене. Впервые употреблён 16 января 1896 года канадским политиком Джорджем Фостером, дословно сказавшим в Палате общин: «In these somewhat troublesome days when the great Mother Empire stands splendidly isolated in Europe». В форме «блестящая изоляция» впервые употреблён в заголовке газеты The Times от 22 января 1896 года. Популяризован Джорджем Гошеном, в то время Первым Лордом Адмиралтейства, в его речи от 26 января 1896 года: «We have stood here alone in what is called isolation — our splendid isolation, as one of our colonial friends was good enough to call it».
Используя противоречия между европейскими государствами, Великобритания стремилась к расширению и укреплению своего международного влияния. Политика «Блестящей изоляции» не мешала Великобритании заключать временные соглашения, способствовавшие осуществлению её экспансионистских целей. С наступлением эпохи империализма, в связи с быстрым развитием экономики и усилением военной мощи других держав, позиции Великобритании стали более уязвимы, что особенно проявилось в ходе англо-бурской войны 1899—1902 годов. Резкое обострение отношений с Германией и другими европейскими державами грозило Великобритании вынужденной изоляцией. В 1902 году Великобритания заключила длительный союз с Японией, направленный против России, а в 1904 году — соглашение с Францией, что означало конец политики «Блестящей изоляции».